# Campionat del Món de billar de carambola quadre 47/2
El Campionat del Món de billar de carambola quadre 47/2 (entre 1903 i 1947 quadre 45/2) fou una competició de billar. Inicialment fou organitzada per la Fédération Française de Billard (FFB; 1903-1913), a continuació per la Fédération Française des Amateurs de Billard (FFAB; 1914-1923), la Fédération Internationale des Amateurs de Billard (FIAB; 1924), la Union Internationale des Fédérations des Amateurs de Billard (UIFAB; 1925–1959) i des de 1959 per la UMB (Union Mondiale de Billard).

## Historial
Font:
Llegenda
 Campionat disputat en modalitat 45/2 
| Campionat de la Fédération Française de Billard                              | Campionat de la Fédération Française de Billard | Campionat de la Fédération Française de Billard | Campionat de la Fédération Française de Billard | Campionat de la Fédération Française de Billard | Campionat de la Fédération Française de Billard | Campionat de la Fédération Française de Billard |
| Num.                                                                         | Any                                             | Seu                                             | Campió                                          | P.                                              | Finalista                                       | P.                                              |
| ---------------------------------------------------------------------------- | ----------------------------------------------- | ----------------------------------------------- | ----------------------------------------------- | ----------------------------------------------- | ----------------------------------------------- | ----------------------------------------------- |
| 01                                                                           | 1903                                            | París                                           | Lucien Rérolle                                  | 15,90                                           | Hector Rasquinet                                | 9,83                                            |
| 02                                                                           | 1904                                            | París                                           | Louis Naves                                     | ?                                               | Jean Delhom                                     | ?                                               |
| 03                                                                           | 1905                                            | París                                           | Jean van Duppen                                 | ?                                               | Barthélémy Maure                                | ?                                               |
| 04                                                                           | 1906                                            | Brussel·les                                     | Jean van Duppen                                 | 9,19                                            | Albert Poensgen                                 | 7,73                                            |
| 05                                                                           | 1907                                            | París                                           | B. Colette                                      | ?                                               | Charles Faroux                                  | ?                                               |
| 06                                                                           | 1908                                            | París                                           | E. Macquet                                      | ?                                               | Barthélémy Maure                                | ?                                               |
| 07                                                                           | 1909                                            | París                                           | Pierre Sels                                     | 18,34                                           |                                                 | ?                                               |
| 08                                                                           | 1910                                            | París                                           | Pierre Sels                                     | 10,00                                           | Charles Faroux                                  | 9,85                                            |
| 09                                                                           | 1912                                            | París                                           | Charles Faroux                                  | 13,33                                           | Pierre Sels                                     | ?                                               |
| 10                                                                           | 1913                                            | Anvers                                          | Pierre Sels                                     | 13,55                                           | Henri Maréchal                                  | 9,72                                            |
| Campionat de la Fédération Française des Amateurs de Billard                 |                                                 |                                                 |                                                 |                                                 |                                                 |                                                 |
| Num.                                                                         | Any                                             | Seu                                             | Campió                                          | P.                                              | Finalista                                       | P.                                              |
| 11                                                                           | 1914                                            | París                                           | Pierre Sels                                     | 18,34                                           | Rodolphe Agassiz                                | 16,87                                           |
| 12                                                                           | 1919                                            | París                                           | Charles Faroux                                  | 26,66                                           | Jean de Gasparin                                | 11,66                                           |
| 13                                                                           | 1920                                            | París                                           | Edouard Roudil                                  | 23,36                                           | Arie Bos                                        | 22,40                                           |
| 14                                                                           | 1921                                            | París                                           | Arie Bos                                        | 21,27                                           | Charles Faroux                                  | 19,31                                           |
| 15                                                                           | 1922                                            | París                                           | Charles Darantière                              | 13,58                                           | Charles Faroux                                  | 17,38                                           |
| Campionat de la Fédération Internationale des Amateurs de Billard            |                                                 |                                                 |                                                 |                                                 |                                                 |                                                 |
| Num.                                                                         | Any                                             | Seu                                             | Campió                                          | P.                                              | Finalista                                       | P.                                              |
| 16                                                                           | 1923                                            | París                                           | Théo Moons                                      | 18,23                                           | Charles Faroux                                  | 19,81                                           |
| Campionat de la Union Internationale des Fédérations des Amateurs de Billard |                                                 |                                                 |                                                 |                                                 |                                                 |                                                 |
| Num.                                                                         | Any                                             | Seu                                             | Campió                                          | P.                                              | Finalista                                       | P.                                              |
| 17                                                                           | 1924                                            | París                                           | Albert Corty                                    | 24,27                                           | Jan Dommering                                   | 22,02                                           |
| 18                                                                           | 1925                                            | París                                           | Jan Dommering                                   | 16,40                                           | Théo Moons                                      | 20,81                                           |
| 19                                                                           | 1926                                            | París                                           | Théo Moons                                      | 17,20                                           | Jan Dommering                                   | 17,46                                           |
| 20                                                                           | 1927                                            | París                                           | Théo Moons                                      | 14,07                                           | Charles Faroux                                  | 12,41                                           |
| 21                                                                           | 1928                                            | Amsterdam                                       | Théo Moons                                      | 19,67                                           | Gustave van Belle                               | 21,07                                           |
| 22                                                                           | 1929                                            | Marsella                                        | Théo Moons                                      | 16,37                                           | Gustave van Belle                               | 20,59                                           |
| 23                                                                           | 1930                                            | Anvers                                          | Victor Luypaerts                                | 22,18                                           | Edmond Soussa                                   | 28,06                                           |
| 24                                                                           | 1931                                            | Ginebra                                         | Albert Poensgen                                 | 21,05                                           | Théo Moons                                      | 23,58                                           |
| 25                                                                           | 1932                                            | Nova York                                       | Albert Poensgen                                 | 15,93                                           | Gustave van Belle                               | 14,17                                           |
| 26                                                                           | 1933                                            | Colònia (Alemanya)                              | Edmond Soussa                                   | 23,49                                           | Albert Poensgen                                 | 28,59                                           |
| 27                                                                           | 1934                                            | Groningen                                       | Gustave van Belle                               | 19,96                                           | Jean Albert                                     | 18,20                                           |
| 28                                                                           | 1935                                            | Montpeller                                      | Jacques Davin                                   | 22,96                                           | Jean Albert                                     | 18,22                                           |
| 29                                                                           | 1936                                            | Barcelona                                       | René Gabriëls                                   | 23,22                                           | Théo Moons                                      | 17,75                                           |
| 30                                                                           | 1937                                            | Groningen                                       | René Gabriëls                                   | 35,59                                           | Constant Côte                                   | 21,73                                           |
| 31                                                                           | 1938                                            | Anvers                                          | René Gabriëls                                   | 45,90                                           | Constant Côte                                   | 27,61                                           |
| 32                                                                           | 1939                                            | Amsterdam                                       | René Gabriëls                                   | 48,27                                           | Constant Côte                                   | 25,96                                           |
| 33                                                                           | 1947                                            | Saragossa                                       | Piet van de Pol                                 | 45,45                                           | Joaquim Domingo                                 | 25,88                                           |
| 34                                                                           | 1949                                            | Amsterdam                                       | Piet van de Pol                                 | 32,18                                           | René Gabriëls                                   | 43,23                                           |
| 35                                                                           | 1951                                            | Buenos Aires                                    | Pedro Leopoldo Carrera                          | 34,83                                           | René Gabriëls                                   | 31,65                                           |
| Campionat de la Union Mondiale de Billard                                    |                                                 |                                                 |                                                 |                                                 |                                                 |                                                 |
| Num.                                                                         | Any                                             | Seu                                             | Campió                                          | P.                                              | Finalista                                       | P.                                              |
| 36                                                                           | 1962                                            | Düsseldorf                                      | Jos Vervest                                     | 33,33                                           | Piet van de Pol                                 | 21,88                                           |
| 37                                                                           | 1964                                            | Berlín                                          | Jos Vervest                                     | 27,84                                           | José Gálvez                                     | 24,21                                           |
| 38                                                                           | 1967                                            | El Caire                                        | Jean Marty                                      | 102,85                                          | Hans Vultink                                    | 48,70                                           |
| 39                                                                           | 1969                                            | Groningen                                       | Antoine Schrauwen                               | 84,84                                           | Ludo Dielis                                     | 83,39                                           |
| 40                                                                           | 1973                                            | Krefeld                                         | Hans Vultink                                    | 86,53                                           | Dieter Müller                                   | 76,85                                           |
| 41                                                                           | 1974                                            | Buenos Aires                                    | Hans Vultink                                    | 55,81                                           | Osvaldo Berardi                                 | 51,42                                           |
| 42                                                                           | 1978                                            | Rheden                                          | Francis Connesson                               | 79,51                                           | Ludo Dielis                                     | 85,07                                           |
| Num.                                                                         | Any                                             | Seu                                             | Campió                                          | P.                                              | Finalista                                       | P.                                              |
| 43                                                                           | 2003                                            | Ronchin                                         | Frédéric Caudron                                | 126,66                                          | Fabian Blondeel                                 | 89,00                                           |